# Хайтам Манау
Хайтам Манау (араб. هيثم مناوت, нар. 18 квітня 2001, Ель-Джадіда) — марокканський футболіст, захисник клубу «Уніон Туарга».
Виступав, зокрема, за клуб «Уніон Туарга», а також молодіжну збірну Марокко.

## Клубна кар'єра
Народився 18 квітня 2001 року в місті Ель-Джадіда. Вихованець футбольної Академії Мохаммеда VI.
У дорослому футболі дебютував 2022 року виступами за команду «Уніон Туарга», кольори якої захищає й донині.

## Виступи за збірну
З 2023 року залучається до складу молодіжної збірної Марокко. На молодіжному рівні зіграв у 3 офіційних матчах.
2024 року був включений до заявки олімпійської збірної Марокко для участі у футбольному турнірі на тогорічних Олімпійських іграх у Парижі.

## Статистика виступів

### Статистика клубних виступів
Станом на 24 липня 2024
| Сезон             | Команда           | Чемпіонат         | Чемпіонат | Чемпіонат | Національний кубок | Національний кубок | Національний кубок | Континентальні кубки | Континентальні кубки | Континентальні кубки | Інші змагання | Інші змагання | Інші змагання | Усього | Усього | Усього |
| Сезон             | Команда           | Ліга              | Ігор      | Голів     | Ліга               | Ігор               | Голів              | Ліга                 | Ігор                 | Голів                | Ліга          | Ігор          | Голів         | Ігор   | Голів  |        |
| ----------------- | ----------------- | ----------------- | --------- | --------- | ------------------ | ------------------ | ------------------ | -------------------- | -------------------- | -------------------- | ------------- | ------------- | ------------- | ------ | ------ | ------ |
| 2022–23           | «Уніон Туарга»    | Б1                | 23        | 0         | КМ                 | 1                  | 0                  |                      | -                    | -                    |               | -             | -             | 23     | 0      |        |
| 2023–24           | «Уніон Туарга»    | Б1                | 25        | 0         | КМ                 | 1                  | 0                  |                      | -                    | -                    |               | -             | -             | 26     | 0      |        |
| Усього за кар'єру | Усього за кар'єру | Усього за кар'єру | 48        | 0         |                    | 1                  | 0                  |                      | -                    | -                    |               | -             | -             | 49     | 0      |        |